# Massimo Mucchetti
Massimo Mucchetti (ur. 12 grudnia 1953 w Brescii) – włoski dziennikarz prasowy, senator.

## Życiorys
Ukończył studia z zakresu filozofii na Uniwersytecie w Mediolanie. Pracę zawodową rozpoczął w 1979 w biurze prasowym rady regionalnej w Lombardii. W 1981 został zawodowym dziennikarzem. Początkowo związany z pismem „Bresciaoggi” i „Mondo economico”, od połowy lat 80. do 2003 publikował w „l’Espresso”, pełniąc funkcję zastępcy redaktora naczelnego i kierując redakcją w Mediolanie. W 2004 został dziennikarzem „Corriere della Sera”, w którym powołano go na stanowisko zastępcy redaktora naczelnego.
Massimo Mucchetti jest również autorem książek, m.in. Licenziare i padroni? (2003) i Il baco del Corriere (2006). W 2011 wyróżniony został nagrodą Premiolino.
W 2013 został kandydatem Partii Demokratycznej do Senatu, uzyskał mandat senatora XVII kadencji.